# ETL
ETL (ang. Extract, Transform and Load) – narzędzia wspomagające proces pozyskania danych dla baz danych, szczególnie dla hurtowni danych. Stanowią nieodzowny element procesów z zakresu Business Intelligence.
Zadaniem narzędzi ETL jest:
- pozyskanie danych ze źródeł zewnętrznych,
- przekształcenie danych,
- załadowanie danych do bazy danych (zazwyczaj będącej hurtownią danych).